# Eduard van Esbroeck

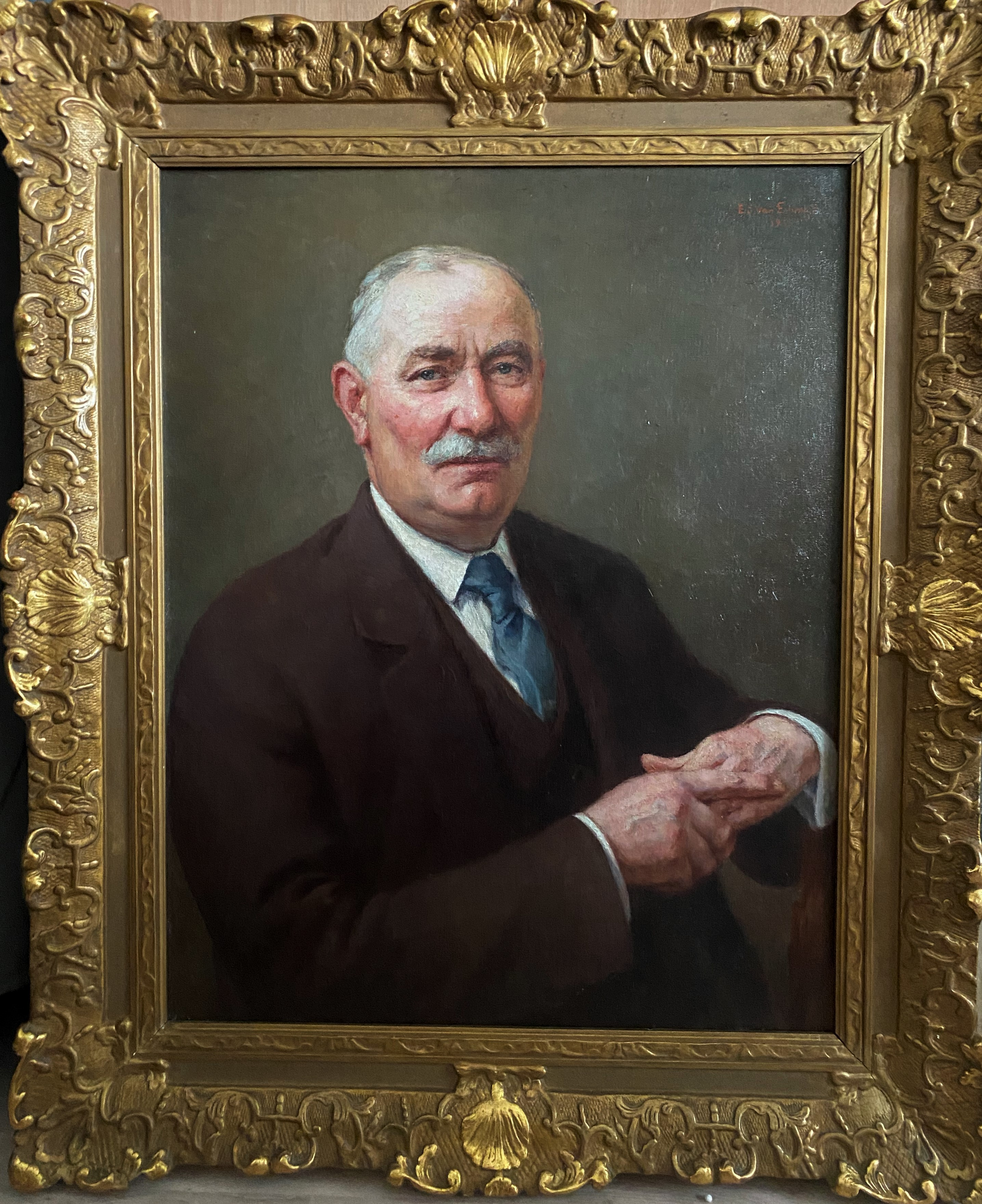
portret van een vooraanstaande 1933

Eduard van Esbroeck (Londerzeel, 27 april 1869 - Sint-Pieters-Leeuw, 3 januari 1949) was een Belgische schilder van godsdienstige onderwerpen.
De schilder was leerling van Godecharle aan de academie te Brussel. Werken van de schilder hangen in de Sint-Mariakerk en in de Sint-Servaaskerk te Schaarbeek, alsmede in het gemeentehuis te Londerzeel. Van Esbroeck was ereburger van deze gemeente.

## Prijzen
- 1894 - Godecharleprijs